# 7000 Eichen
7000 Oaks
7000 Chênes (en allemand : 7000 Eichen –  Stadtverwaldung statt Stadtverwaltung) est une œuvre de land art de l'artiste allemand Joseph Beuys présentée publiquement pour la première fois en 1982 à la documenta 7 à Cassel, en Allemagne.

## Projet

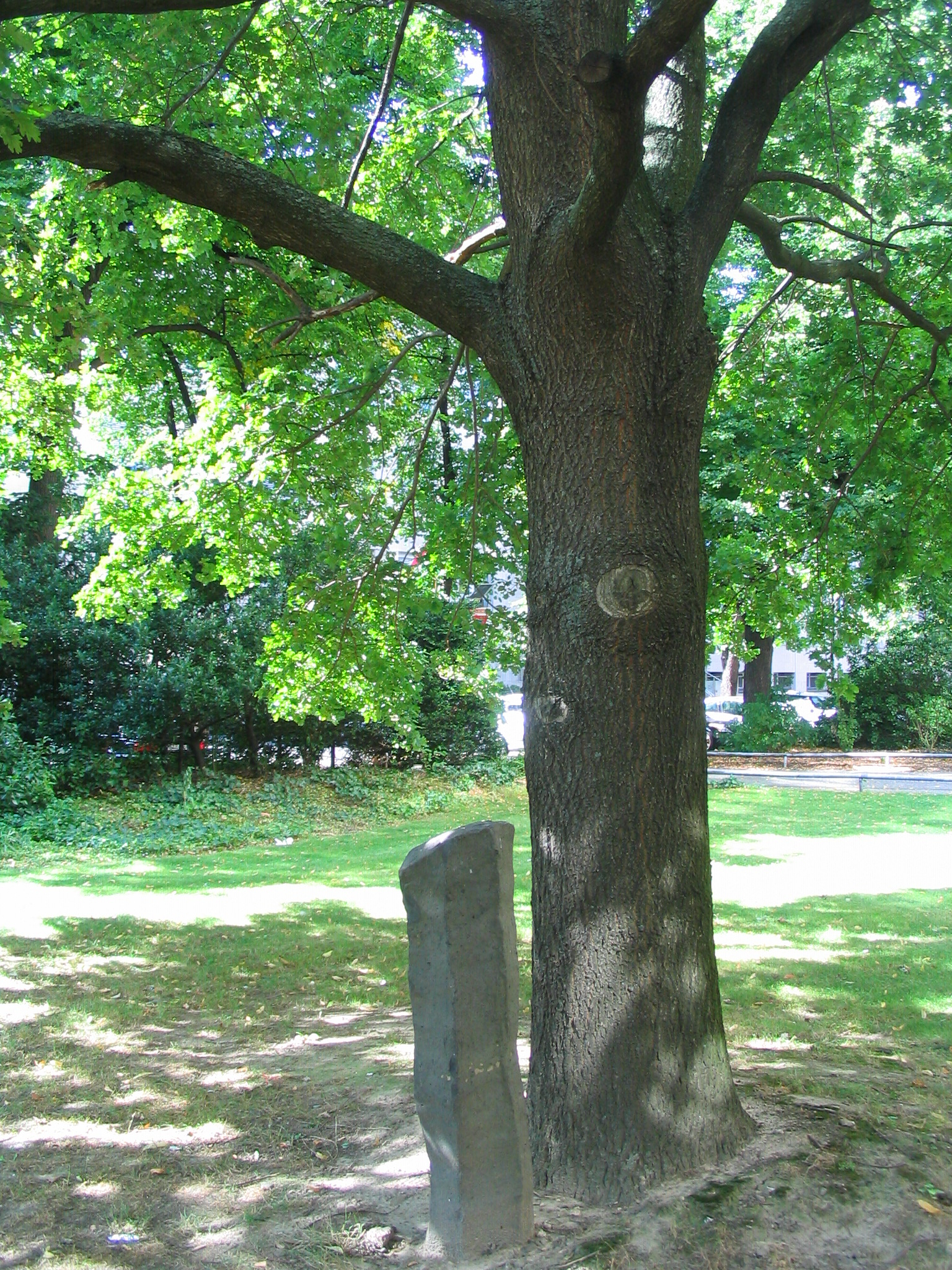
Un des chênes, vers 2008.

En 1982, Beuys est invité à créer une œuvre pour la documenta 7 à Cassel, en Allemagne. Il délivre un gros tas de pierres en basalte. Du dessus, on pouvait voir que le tas de pierres formait une grande flèche pointant vers un chêne qu'il avait planté. Il déclara que les pierres ne pouvaient être déplacées qu'à la condition de planter d'autres chênes à leur place. Sept mille chênes furent plantés.
Avec l'aide de bénévoles, Beuys plante 7 000 chênes sur cinq ans à Kassel, chacun accompagné d'une pierre de basalte. Les pierres noires ont d'abord été empilées à l'extérieur du musée Fridericianum, n'étant enlevées qu'au fur et à mesure que chaque arbre était planté.
Le projet était d'une envergure énorme et a rencontré une certaine controverse. Alors que la plus grande difficulté du projet était de lever des fonds, le projet avait son lot d'opposants. Une grande partie était politique, du gouvernement conservateur de l'État dominé par les chrétiens-démocrates (le maire de Kassel était un social-démocrate qui soutenait Beuys). Certaines personnes pensaient que les marqueurs de pierre noire étaient laids, empilant même des pierres roses sur les sites en 1982 comme une farce. De plus, un motocycliste meurt à cause de l'un des marqueurs de pierre. Cependant, au fur et à mesure que de plus en plus d'arbres étaient plantés, la perception des gens du projet comme un destructeur de parking avait rencontré une tolérance croissante.
C'est un mouvement à partir de la tradition, de l'attendu et de l'établi pour une ouverture inclusive. Achevé en 1987 par son fils, Wenzel, à l'occasion du premier anniversaire de la mort de son père (et repris dans la documenta 8), le projet est toujours entretenu par la ville.

### Héritage

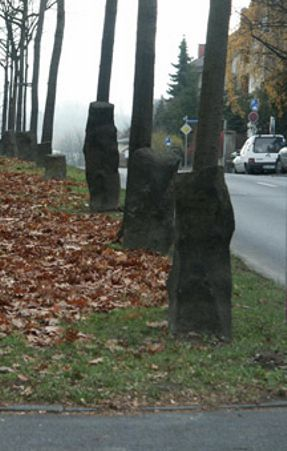
Quelques-uns des sept mille chênes plantés par Joseph Beuys de 1982 à 1987 pour l'exposition Documenta 7 (7000 Oaks, 1982).

L'œuvre 7000 Eichen de Beuys est un exemple du fil qui relie l'approche de l'Internationale situationniste à l'art et sa recréation par de nouveaux groupes continue d'évoluer à travers une nouvelle génération d'organisations socialement conscientes qui fusionnent l'art, l'éducation et les questions environnementales dans leur travail. En 2000, le Center for Art, Design and Visual Culture (de l'Université du Maryland, comté de Baltimore) a développé le Parc de sculptures Joseph Beuys et le Joseph Beuys Tree Partnership et a planté plus de 350 arbres dans divers parcs de Baltimore Parks avec l'aide de plus de 500 bénévoles dont des enfants des écoles locales. Le projet a été organisé autour de la philosophie de Beuys selon laquelle « tout le monde peut être un artiste » en reconnaissant la créativité inhérente aux bénévoles qui plantent des arbres par eux-mêmes. L'objectif du projet était également de « prolonger le rôle traditionnel de la galerie d'art afin que la galerie s'étende dans la ville ». La Dia Art Foundation entretient 37 arbres associés à des pierres à New York et considère l'installation 7000 Eichen comme l'un de ses onze emplacements et sites qu'elle gère. En 2007, les artistes Ackroyd et Harvey se sont rendus à Kassel pour récolter les glands des chênes d'origine. Cent arbres issus de ces glands ont été exposés à la Tate Modern de Londres, au Royaume-Uni, en 2021.